# غواصة يو سي-105

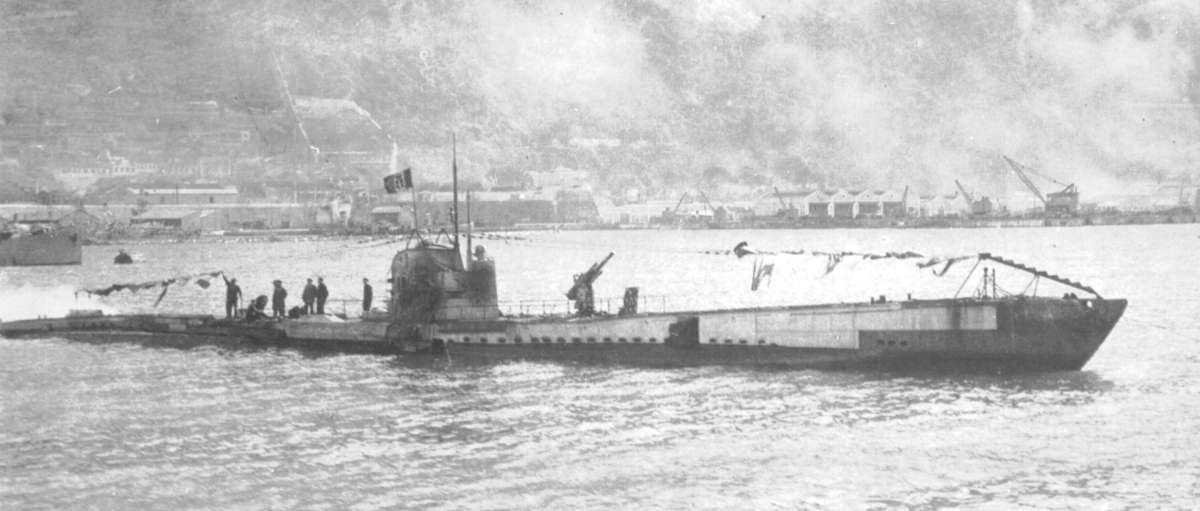

غواصة يو سي هي غواصة ألمانية من فئة يو سي 3 لزرع الألغام البحرية خدم في البحرية الإمبراطورية الألمانية خلال الحرب العالمية الأولى.

## البناء والوظيفي
تم طلب الغواصة في 12 يناير 1916 وأطلقت في 25 مايو 1918. تم تكليفها في البحرية الإمبراطورية الألمانية في 28 أكتوبر 1918 باسم يو سي-105.  كما هو الحال مع بقية غواصات يو سي الفئة الثالثة المكتملة، لم تقم يو سي-105 بدوريات حربية ولم تغرق أي سفن. تم استسلامها في 22 نوفمبر 1918 وفككت في سوانسي في عام 1922.